# Улму (Яловенский район)
Улму (рум. Ulmu) — село в Яловенском районе Молдавии. Относится к сёлам, не образующим коммуну.

## География
Село расположено на высоте 194 метров над уровнем моря.
У села протекает река Ботна.

## Население
По данным переписи населения 2004 года, в селе Улму проживает 3243 человека (1547 мужчин, 1696 женщин).
Этнический состав села:
| Национальность | Число жителей | Процентный состав |
| -------------- | ------------- | ----------------- |
| молдаване      | 3201          | 98.7              |
| русские        | 16            | 0.49              |
| румыны         | 15            | 0.46              |
| украинцы       | 9             | 0.28              |
| болгары        | 1             | 0.03              |
| прочие         | 1             | 0.03              |
| Всего          | 3243          | 100%              |